# Flughafen Wolverhampton

i7
i11
i13
Der Wolverhampton Halfpenny Green Airport (ehemals Halfpenny Green Airport und Wolverhampton Business Airport, heute auch: Bobbington Airport; ICAO-Code: EGBO) ist ein öffentlicher Flughafen in Bobbington, South Staffordshire, England im Vereinigten Königreich. Er liegt 13 km südwestlich von Wolverhampton, West Midlands (Metropolitan County) entfernt.

## Flughafendaten
Er hat drei Asphaltpisten: eine mit 635 m Länge und 30 m Breite und eine mit 1090 m Länge und 18 m Breite sowie eine mit 1195 m Länge und 18 m Breite. Die Seehöhe beträgt 86 m. Die Fläche des Flughafens beträgt 400 acres (162 ha).

## Geschichte
Im Jahre 1939 erwarb das Luftfahrtministerium Grundstücke für den Bau des Flugplatzes. Der Bau war Anfang 1941 abgeschlossen. Der Name RAF Bobbington wurde am 1. September 1943 aufgrund einiger Verwechslungen mit Bovingdon, Hertfordshire, in RAF Halfpenny Green geändert. Der Betrieb begann im Mai 1941 mit der No.3 Air Observers‘ Navigation School, die Blackburn Botha flog. Die Bothas wurden bald durch Avro Anson-Flugzeuge ersetzt.
Nach dem Zweiten Weltkrieg wurde der Flugverkehr eingestellt. Der Flugbetrieb wurde im Mai 1952 wieder aufgenommen, wobei die Air Signalers School Nr. 2 Avro Ansons flog. Die Einheit löste sich im September 1953 auf. Eine bodengestützte Unterabteilung der Maintenance Unit Nr. 25 besetzte vom 1. März 1946 bis zum 15. November 1956 einen Großteil des Flugplatzes. Danach wurde der Flugplatz unter Pflege und Wartung gestellt. Die Erlaubnis zum Betrieb von Zivilflugzeugen wurde vom Luftfahrtministerium erteilt und 1961 nahm der Halfpenny Green Flying Club seinen Betrieb auf. 1967 wurde die Planung für einen dauerhaften Flugplatz in Halfpenny Green genehmigt. Fallschirmspringen war in den 1960er und 1970er Jahren eine der Hauptaktivitäten in Halfpenny Green, und in den 1980er Jahren waren Luftschiffe an der Tagesordnung. Heute ist es ein florierender Stützpunkt für die allgemeine Luftfahrt und beherbergt vier Starrflügler-Flugschulen, eine Hubschrauberschule, eine Ultraleichtflugzeugschule sowie Privatflugzeuge – insgesamt fast achtzig Flugzeuge.
Im August 2023 übernahm die in Stourbridge beheimatete Pegasus Group den Flughafen.

## Zwischenfälle
- Am 28. August 1972 prallte eine Piper Cherokee Arrow, die an einer Flugveranstaltung teilnahm, gegen einen Baum, überschlug sich und stürzte in einen Erdwall außerhalb der Flugplatzgrenze. Der Pilot, Prinz William von Gloucester, ein Cousin von Königin Elisabeth II, und sein Passagier kamen dabei ums Leben.[6][7]
- Am 30. April 2017 beschädigte eine de Havilland Vampire, die an einer Flugshow teilnahm, beim Start einen Teil der Asphaltoberfläche von Startbahn 10/28. Das Flugzeug war nicht betroffen und landete später auf einer anderen Landebahn. Die Reparaturen an der Oberfläche waren am 3. Juni abgeschlossen.[8]
- Am 23. Mai 2017 schoss eine Piper PA-28 Cherokee Warrior II über die Landebahn hinaus und prallte gegen eine Reifenwand. Der Pilot und zwei Passagiere wurden leicht verletzt, der dritte Passagier blieb unverletzt.[9]